# Justine Musk
Justine Musk, född Jennifer Justine Wilson den 2 september 1972 i Peterborough, Ontario, är en kanadensisk författare.
Hon var gift med Elon Musk åren 2000–2008. Tillsammans fick de sex barn.